# Hugues Loubens de Verdalle
Hugues Loubens de Verdalle, né le 13 avril 1531 au château de Loubens (actuelle Haute-Garonne) et mort en 4 mai 1595 à La Valette, à Malte, est le 52e grand maître des Hospitaliers de l'ordre de Saint-Jean de Jérusalem.

## Biographie
Il entre dans l'ordre de Saint-Jean de Jérusalem en 1547, devient commandeur de Pézenas, prieur de l'ordre à Toulouse, et ambassadeur de l'ordre auprès du Saint-Siège en 1579. En 1582, il est élu grand maître de l'Ordre.
Il est élu cardinal-diacre par Sixte V en 1587.

## Famille
Son frère Jacques Loubens de Verdalle fut conseiller d’État d'Henri II et remaniera le Château de Loubens.

## Sources bibliographiques
- Bertrand Galimard Flavigny, Histoire de l'ordre de Malte, Paris, Perrin, 2006